# Thorolf-Rafto-Gedenkpreis
Der Professor-Thorolf-Rafto-Gedenkpreis (Raftopreis) wird jährlich von der Rafto Foundation for Human Rights verliehen. Dieser Menschenrechtspreis erinnert an den norwegischen Menschenrechtler Thorolf Rafto und unterstützt die Preisträger in ihrem Einsatz um das Voranbringen der Menschenrechte.

## Liste der Preisträger
- 1987: Jiří Hájek (Tschechoslowakei)
- 1988: Trivimi Velliste (Estland)
- 1989: Doina Cornea (Rumänien) und FIDESZ (Ungarn)
- 1990: Aung San Suu Kyi (Myanmar)
- 1991: Jelena Bonner (Russland)
- 1992: Preah Maha Ghosananda (Kambodscha)
- 1993: Volk von Osttimor, José Ramos-Horta
- 1994: Leyla Zana (Türkei)
- 1995: Komitee der Soldatenmütter (Russland)
- 1996: Palermo Anno Uno (Italien)
- 1997: Roma, Ian Hancock (Vereinigtes Königreich)
- 1998: ECPAT (Thailand)
- 1999: Henads Hruschawy (Weißrussland)
- 2000: Kim Dae-jung (Südkorea)
- 2001: Schirin Ebadi (Iran)
- 2002: Mohammed Daddach (Westsahara)
- 2003: Paulos Tesfagiorgis (Eritrea)
- 2004: Rebiya Kadeer (Autonomische Uighurische Region Xinjiang, China)
- 2005: Lida Jusupowa (Tschetschenien, Russland)
- 2006: Thích Quảng Độ (Vietnam)
- 2007: The National Campaign on Dalit Human Rights (Indien)
- 2008: Bulambo Lembelembe Josué (Demokratische Republik Kongo)
- 2009: Malahat Nasibova (Nachitschewan, Aserbaidschan)
- 2010: José Raúl Vera López (Mexiko)
- 2011: Frank Mugisha/Sexual Minorities Uganda (SMUG) (Uganda)
- 2012: Nnimmo Bassey (Nigeria)
- 2013: Bahrain Center for Human Rights (BCHR)
- 2014: Pawel Wladimirowitsch Tschikow/Agora (Russland)
- 2015: Ismael „Padre“ Moreno (Honduras)
- 2016: Yanar Mohammed (Irak)
- 2017: Parveena Ahangar und Imroz Parvez (Indien)
- 2018: Adam Bodnar (Polen)
- 2019: Rouba Mhaissen (Libanon/Syrien)
- 2020: Egyptian Commission for Rights and Freedoms (Ägypten)
- 2021: Human Rights Data Analysis Group (USA)
- 2022: Nodjigoto Charbonnel, AJPNV (Tschad)
- 2023: Defence for Children Palestine (Palästina)[2]